# Mars 2020
Mars 2020 är ett projekt att landsätta en rover och en helikopter på Mars. Projektet ingår i NASA:s Mars Exploration Program och sköts upp klockan 11.50 UTC 30 juli 2020. Rovern är avsedd att undersöka en astrobiologiskt relevant gammal miljö på Mars, undersöka dess geologiska processer och historia, inklusive att bedöma möjligheten till tidigare liv på Mars och potentialen för att biosignaturer är bevarade i tillgängliga geologiska material. Helikopterns uppgift är att prova teknik för framtida rymdsonder.
Den då ännu inte namngivna Mars 2020 tillkännagavs av NASA den 4 december 2012 vid American Geophysical Unions höstmöte i San Francisco. Robotens konstruktion bygger på Curiosity-roboten, men den har en annan vetenskaplig nyttolast. Nästan 60 förslag för instrumentering på roboten utvärderades och den 31 juli 2014 meddelade NASA nyttolasten för roboten. Landning på Mars ske den 18 februari 2021.

## Uppdrag
Roboten planerades för uppskjutning klockan 11.50 UTC 30 juli 2020. Jet Propulsion Laboratory kommer att hantera uppdraget. Nyttolast och vetenskapsinstrumenten för uppdraget valdes i juli 2014 efter en öppen konkurrens om nyttolast baserat på vetenskapliga mål som fastställdes ett år tidigare. Uppdraget är dock beroende av att få tillräcklig finansiering. Exakta uppdragsdetaljer kommer att bestämmas av uppdragets Science Definition Team.
I maj 2017 kan bevis på det tidigast kända livet på jorden ha hittats i 3,48 miljarder år gammal geyserit, en mineralavlagring som ofta finns kring varma källor och gejsrar, upptäckt i Pilbara Craton i Western Australia. Dessa resultat kan vara till hjälp för att bestämma var man bäst kan söka efter tidiga tecken på liv på planeten Mars.

## Föreslagna mål
Uppdraget är en del av NASA:s Mars Exploration Program. Mars Program Planning Group (MPPG) och den associerade vetenskapsadministratören John Grunsfeld, rekommenderade ett provhämtning och återvändandeuppdrag till jorden för vetenskaplig analys. Ett krav på uppdraget var att det måste hjälpa till att förbereda NASA för långsiktiga provhämtningsuppdrag eller bemannade uppdragsinsatser.
Den 9 juli 2013 upprepade Mars 2020 Science Definition Team målet att roboten ska leta efter tecken på tidigare liv, samla prover för eventuell framtida retur till jorden och visa teknik för framtida mänsklig utforskning av Mars. Science Definition Team föreslog att roboten skulle samla in och packa så många som 31 prov av bergkärnor och jord för ett senare uppdrag att skicka dessa till jorden för mer definitiv analys i laboratorier, men år 2015 ändrades konceptet till att samla ännu fler prover och distribuera rören i små högar över Marsytan. Att återvända proverna till jorden skulle emellertid sannolikt kräva ytterligare två uppdrag: en robot som landar på Mars, tar proverna som samlats in av Mars 2020 och skjuta upp dem i omloppsbana kring Mars. Och en annan för att samla provbehållarna i omloppsbanan och returnera dem till jorden. Inget av dessa uppdrag är under utveckling av NASA men det har föreslagits att den föreslagna Mars 2022-kretsaren kan spela en roll i ett sådant framtida uppdrag.
I september 2013 tillkännagav NASA att möjligheter skulle ges för forskare att föreslå och utveckla de nödvändiga instrumenten. Den vetenskap som utförs av robotens instrument skulle ge det sammanhang som behövs för att fatta välgrundade beslut om huruvida proven ska returneras till jorden. Ordföranden för Science Definition Team uppgav att NASA inte antar att liv någonsin funnits på Mars, men med tanke på de senaste fynden av roboten Curiosity, förefaller det möjligt.
Roboten kan göra mätningar och teknikdemonstrationer för att hjälpa konstruktörerna av en mänsklig expedition att förstå alla faror som utgörs av Marsdamm, och kommer att testa tekniken för att producera syre (O₂) från atmosfärisk koldioxid (CO₂). Ökad landningsprecision som förbättrar det vetenskapliga värdet av robotuppdrag kommer också att vara avgörande för eventuell mänsklig utforskning på ytan. På grundval av information från Science Definition Team definierade NASA de slutliga målen för 2020-roboten. De blir grunden för att söka förslag för att tillhandahålla instrument för robotens vetenskapliga nyttolast våren 2014.
Ett av uppdragets mål är att utvärdera material som kan användas i rymddräkter för bruk vid framtida uppdrag till månen och Mars. Prov ska utföras med hjälp av instrumentet Sherloc, som är en del av roboten Perseverance, för att mäta hur materialen påverkas av strålning.

## Design

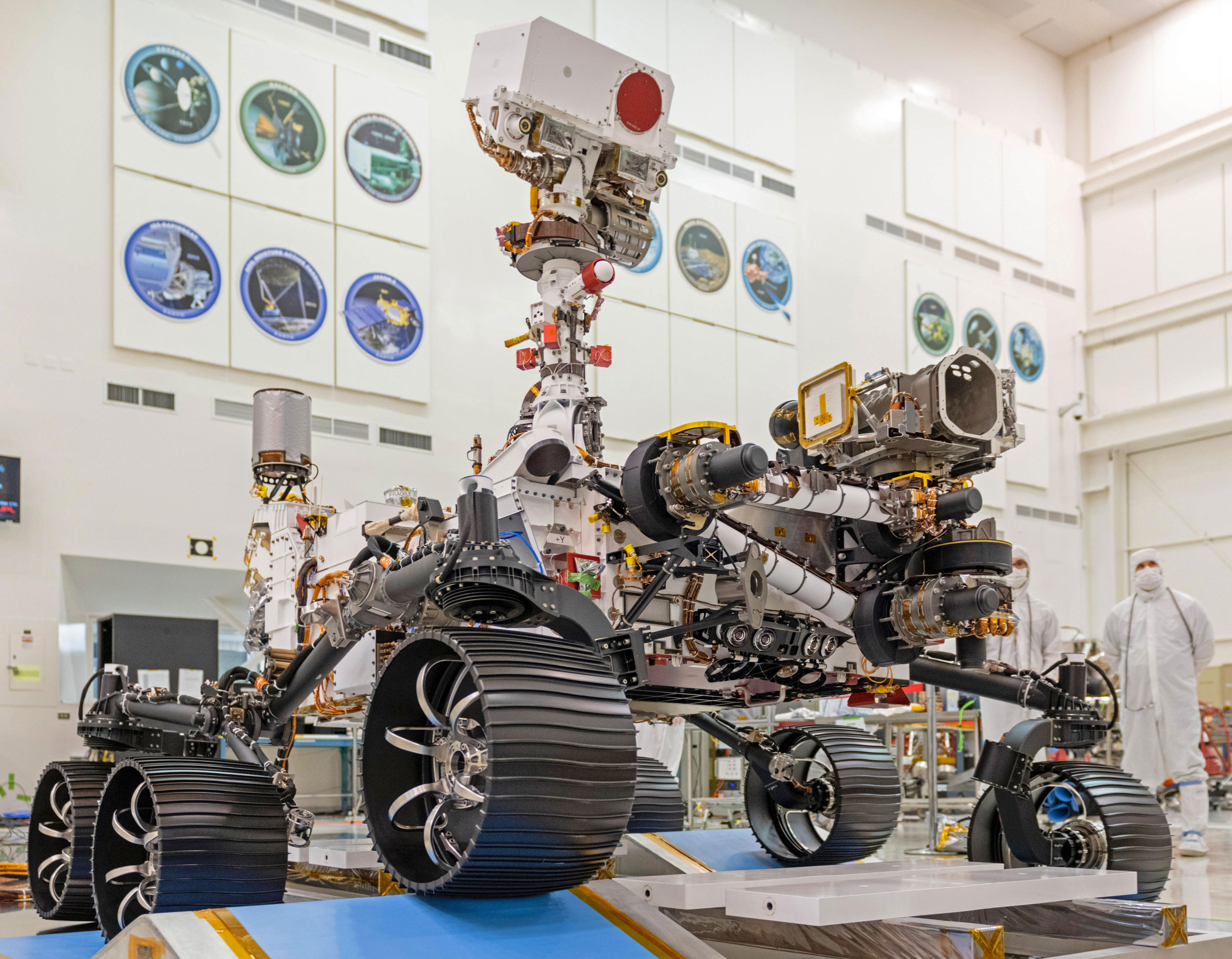
Perseverance under provkörning 17 december 2019.

Som föreslaget baseras roboten på Curiositys konstruktion. Även om det finns skillnader i vetenskapliga instrument och den teknik som krävs för att stödja dem, kan hela landningssystemet (inklusive "Sky-cranen" och värmeskölden) och robotchassit i huvudsak återskapas utan ytterligare teknik eller forskning. Detta minskar den totala tekniska risken med uppdraget, samtidigt som man sparar tid och utvecklingsresurser. En av uppgraderingarna är en väglednings- och styrteknik som kallas "Terrain Relative Navigation" för att finjustera styrningen i den sista landningsfasen. Roboten kommer att ha tjockare och mer slitstarka hjul med minskad bredd och en större diameter än Curiosity.
En Multi-Uppdrags Radioisotopisk termoelektrisk generator (radioisotopgenerator), var en reservdel för Curiosity under konstruktionen, kommer att driva roboten.
Robotuppdraget och uppskjutningens kostnad uppskattades till 2,46 miljarder amerikanska dollar 2019. Uppdragets föregångare, Curiosity, kostade totalt 2,5 miljarder dollar. Tillgången till reservdelar gör den nya roboten något billigare. Curiositys teknikteam är också inblandad i robotens design.
I oktober 2016 rapporterade NASA att man använde en Xombie-raket för att testa "Lander Vision System (LVS)", som en del av den experimentella tekniken för autonom nedstigning och stigning testflygning (ADAPT) för Mars 2020-uppdraget.

## Vetenskapliga instrument
- Planetary Instrument for X-Ray Lithochemistry (PIXL), en röntgenfluorescensspektrometer för att bestämma den exakta fördelningen av grundämnen i Mars ytmaterial.
- Radar Imager for Mars subsurface experiment (RIMFAX), en marktpenetrerande radar för kartläggning ner till minst 10 meter under roboten. RIMFAX levereras av norska Forsvarets forskningsinstitutt.[8][9]
- Mars Environmental Dynamic Analyzer (MEDA), en uppsättning sensorer som mäter temperatur, vindens hastighet och riktning, tryck, relativ fuktighet samt dammpartiklars storlek och form. Den tillhandahålls av Spaniens Centro de Astrobiología .
- Mars Oxygen ISRU experiment (MOXIE), ett experiment som kommer att producera små mängder syrgas (O2) från atmosfärisk koldioxid (CO2). Denna teknik kan skalas upp i framtiden för mänskligt livsstöd eller producera raketbränsle för resor åter till jorden.
- SuperCam, ett instrument som, på avstånd, kan ge en bild, kemisk sammansättning analys och mineralogi i stenar och regolit. Det liknar ChemCam på Curiosity men med fyra vetenskapliga instrument som gör det möjligt att leta efter biosignaturer.
- Mastcam-Z , ett stereoskopiskt kamerasystem med möjlighet att zooma.
- Scanning Habitable Environments with Raman and Luminescence for Organics and Chemicals (SHERLOC), en ultraviolett ramanspektrometer som använder högupplöst bildbehandling och en ultraviolett (UV) laser för att bestämma finkornig mineralogi och detektera organiska föreningar.
- Mars Helicopter Ingenuity, en soldriven helikopterdrönare med en massa på 1 kg som kan hjälpa till att hitta intressanta mål för studier och planera den bästa körvägen. Helikoptern skulle flyga inte mer än 3 minuter per dag och täcka ett avstånd på cirka 1 kilometer (0,62 miles) dagligen. Den har koaxialrotorer, en kamera med hög upplösning, nedåtriktad kamera för navigering, landning och vetenskaplig mätning av terrängen och ett kommunikationssystem för att vidarebefordra data till roboten. 15 miljoner dollar begärs för att hålla utvecklingen av helikoptern på rätt spår.
- Mikrofoner kommer att användas vid landningen, under körning och vid insamling av prover.

## Landningsplats

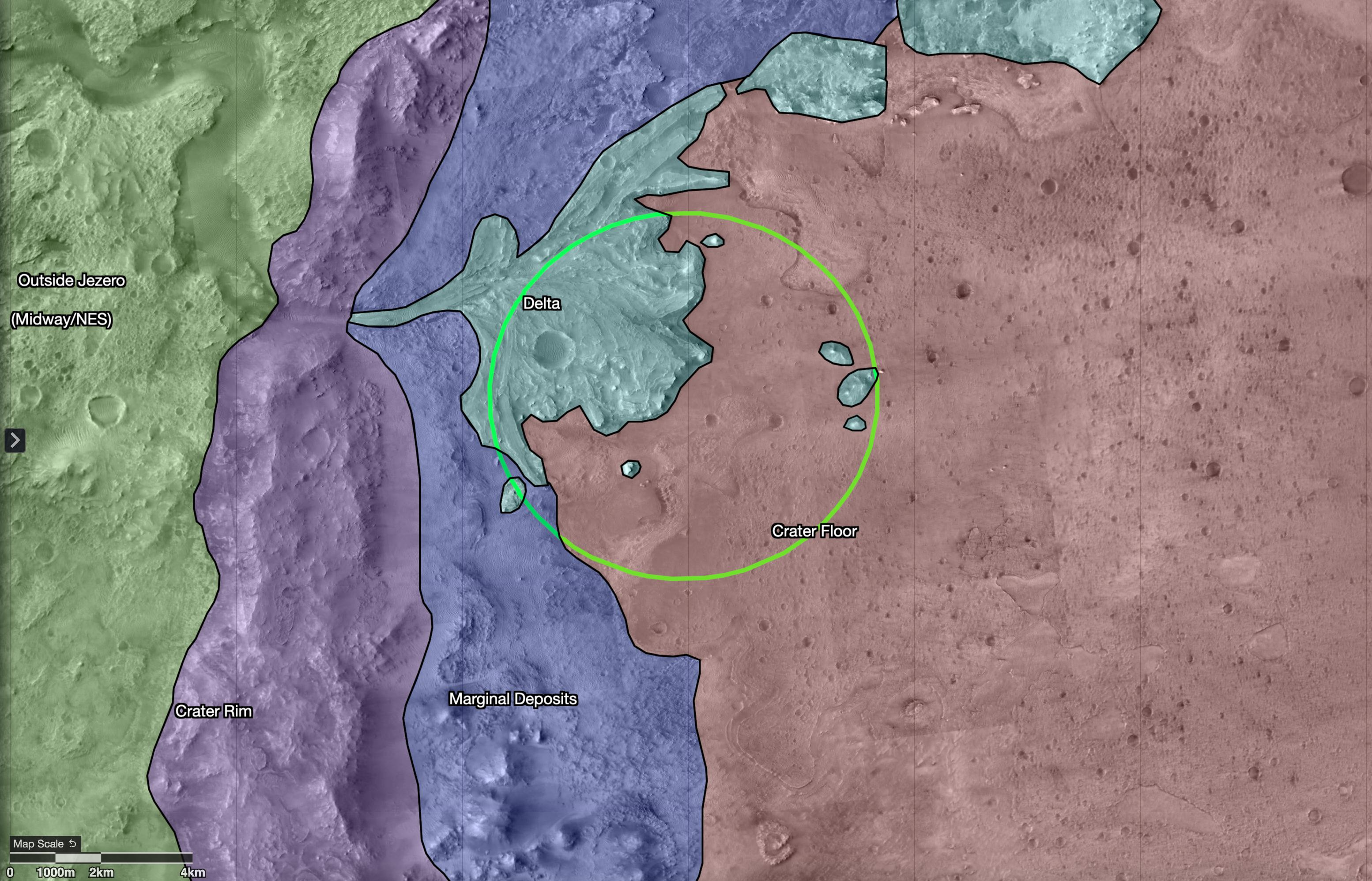
Engelskspråkig karta över Jezero med den tänkta landningsplatsen inringad.

I november 2018 offentliggjordes att Jezero hade valts som landningsplats för uppdraget. Inför en workshop som hölls för att korta ned antalet tänkbara landningsplatser till tre–fyra var följande landningsplatser under övervägande:
- Columbia Hills i Gusev (där Spirit landade)
- Eberswalde krater
- Holden Crater
- Jezero
- Mawrth Vallis
- Nordöstra regionen av Syrtis Major Planum
- Nili Fossae
- Sydvästra regionen Melas Chasma

Vid workshopen, som ägde rum 8–10 februari 2017 i Pasadena i Kalifornien, valdes Columbia Hills i Gusev, Jezero och den nordöstra regionen av Syrtis Major Planum ut för närmare utvärdering.

## Reaktioner
Efter att NASA 2012 tillkännagivit projektet uttalade Adam Schiff, medlem av USA:s representanthus från Kalifornien, sitt stöd och sa att "en uppgraderad rover med utökad instrumentering och kapacitet är ett logiskt nästa steg som bygger på beprövade system för landning och markoperationer". Han sa också att han föredrog en tidigare uppskjutning år 2018. Schiff sa att han skulle arbeta med NASA, Vita husets administration och kongressen för att undersöka möjligheten att tidigarelägga uppskjutningen.
NASA:s vetenskaplige ledare John Grunsfeld svarade att även en uppskjutning 2020 är ambitiöst om man ska hinna utveckla de vetenskapliga instrumenten. En uppskjutning 2018 skulle kräva att man utesluter vissa vetenskapliga undersökningar som blir möjliga om man väntar två år.
Bill Nye, VD för The Planetary Society, gav sitt stöd till det planerade uppdraget: "Vi vill inte stoppa vad vi gör på Mars eftersom vi är närmare än någonsin att få svar på dessa frågor: Fanns det liv på Mars och […] finns det fortfarande där nu, på något extraordinärt ställe som vi ännu inte tittat på? Mars var en gång väldigt våt – den hade hav och sjöar. Började livet på Mars och kastades upp i rymden och är vi alla efterkommande till mikrober från Mars? Det är inte galet, och det är värt att ta reda på. Det är värt kostnaden för en kopp kaffe per skattebetalare vart tionde eller trettonde år för att ta reda på det." Nye stöder också ett uppdrag för att hämta tillbaks prover från Mars och säger: "Mängden information man kan få från ett prov som returneras från Mars antas vara utomordentligt fantastisk och världsförändrande och aktningsvärd."
Valet av projekt har kritiserats för att NASA hela tiden fokuserar på Mars och försummar andra destinationer i solsystemet. I motsats till vanlig NASA-praxis godkändes uppdraget för flygning innan ett Science Definition Team (SDT) bildats för att bestämma uppdragets syfte och mål.

## Tidslinje
- Projektet offentliggörs den 4 december 2012

- Den 31 juli 2014 meddelade NASA vilka vetenskapliga instrument rovern kommer bära med sig.

- Den 28 augusti 2019 startade NASA en tävling för att namnge rovern.

- Den 5 mars 2020 meddelade man att rovern hade döpts till Perseverance.[14]